# Marostica
Marostica – miejscowość i gmina we Włoszech, w regionie Wenecja Euganejska, w prowincji Vicenza.
Według danych na rok 2004 gminę zamieszkiwało 12 845 osób, 356,8 os./km².
Urodziła się tutaj Tatiana Guderzo, włoska kolarka torowa i szosowa.

## Miasta partnerskie
- Mignano Monte Lungo
- Montigny-le-Bretonneux
- São Bernardo do Campo
- Tendō